# プレザントン (カリフォルニア州)
プレザントン（Pleasanton）は、アメリカ合衆国カリフォルニア州のアラメダ郡にある都市。人口は7万9871人（2020年）。オークランドの南東35キロメートルに位置している。標高100メートルほどの丘陵地に緑の多い住宅地が展開している。セイフウェイやWorkdayなどの大企業が本社を置いている。

## 歴史
入植が始まった1850年代は山賊が出没する辺境の地だったという。1869年に最初の大陸横断鉄道の駅が設置されたことで駅周辺に街が形成された。農業は酪農とホップ栽培が盛んだった。1894年に法人化し「プレザントン市」が誕生した 。

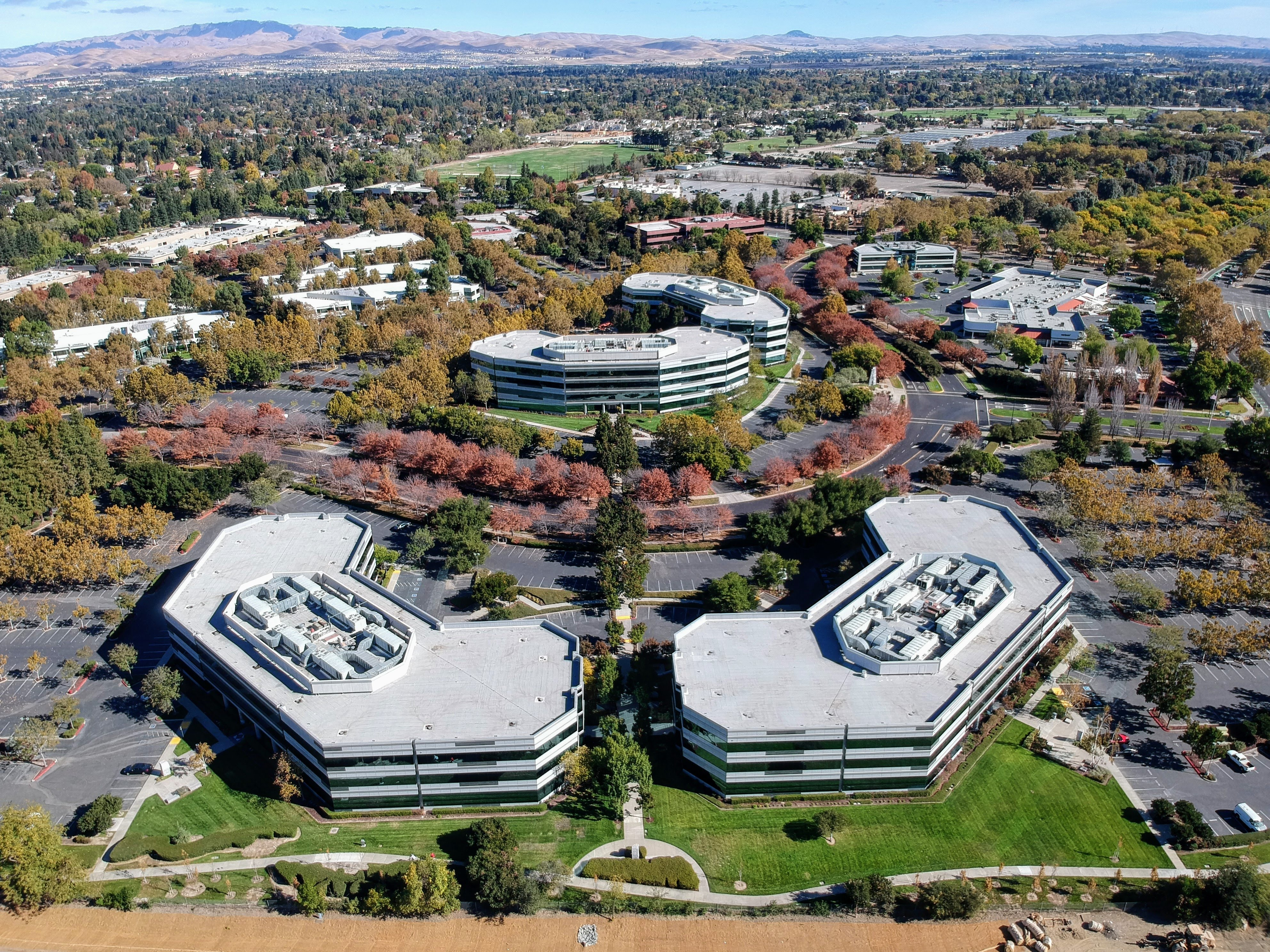
企業団地